# Sonos
Sonos（ソノス）はサンタバーバラに拠点を置く米国の家電機器企業。2002年にジョン・マクファーレン、クレイグ・シェルバーン、トム・カレン及びトラング・マイによって設立された。Sonosは同社が独自開発・製造したスマートスピーカーで広く知られている。
創業後、マクファーレンは2004年のCECで製品の見本を紹介し、2005年の後半に「デジタルミュージックシステムバンドル」が発売されると発表した。同社はプロトタイプと製品設計を拡張し、AES暗号化によるメッシュネットワーキングを追加して、セットアップされたスピーカーがどの部屋でも音楽を再生できるようにした。2011年から2014年の間に同社は様々なスピーカーの発売やサービスの追加をしており、2015年にはBruce Mau Designと共同で企業のロゴを変更した。同社は他社と提携を結び、他社のサービス(iHeartRadio、Spotify、MOG、QQ Music、Amazon Musicなど)を利用できるようにした。
家電製品に加え、同社は2016年7月にニューヨークのソーホーに独自の公式ストアをオープンし、2012年5月には独自のスタジオとアートギャラリーの「Sonos Studio」もオープンした。

## 歴史
Sonosは2002年にジョン・マクファーレン、クレイグ・シェルバーン、トム・カレン、トラング・マイによって設立され、マクファーレンはワイヤレスサービスをつくることを望んでいた。2004年のCESでマクファーレンは間もなく完成する同社の最初の製品であるスマートスピーカーの「デジタルミュージックシステムバンドル」の見本を持ち込んだ。このバンドルは11月のCESイノベーションデザイン＆エンジニアリングアワードの「ベストオーディオ」賞を獲得し、2005年2月に発売された。3月に同社は現在のデジタルミュージックシステムバンドルのアドオンとして「ZP100」アンプを導入した(その後、 ZP120に置き換えられ、「CONNECT:AMP」にリブランドされた)。このバンドルは5月下旬に英国でも販売されると発表された。まもなく、ユーザーのSonosシステムをアナログとデジタルの入出力の接続で従来のアンプにリンクする未増幅のZP80（後でZP90に置き換えられ、「CONNECT」にリブランドされた）によって統合された。2009年にアンプリファイドスマートスピーカーの「ZonePlayer S5」（後にPLAY：5とリブランドされた）が販売された。
2011年2月、シリウスXMラジオがソノスの音楽サービスのカタログに追加された。7月に同社はスマートスピーカーのPlayのラインアップに第二の小型アンプスピーカー「PLAY:3」を発表し、Spotifyをカタログに追加した。MOGは5月に14日間の無料トライアルと共にサービス追加された。
2012年8月、Amazonクラウドプレイヤーの互換性が追加された。5月にSonosはワイヤレスサブウーファー「SUB」を発表し、テンセントとのコラボで「QQ Music」が利用できるようになった。同月にSonosはスタジオ及びアートギャラリーの「Sonosスタジオ」を発表した。アートギャラリーはSonosの製品と共に無料で展示され、スタジオにはベック、ザ・ロンリー・アイランド、ソランジュなどのアーティストも呼ばれ、6月にスタジオ開設の模様を写した映像を公開した。
2013年2月、Sonosはサウンドバー型スピーカーの「PLAYBAR」を発表した。10月には、第三の小型のスマートスピーカー「PLAY:1」を発表した。12月にはコールバーグ・クラビス・ロバーツ、レッドポイント・ベンチャーズ、エレベーション・パートナーズから2500万ドルの資金調達ラウンドなどで推定1億1800万ドルの資金を調達した。
2014年3月、ソノスは同社のシステム用のユニバーサルコントローラーアプリの更新を発表した。2015年1月、「Bruce Mau Design」によって2011年から2014年までの4年間使われたロゴから新たなロゴへと変更された。Sonosはブルーノート・レコードとコラボした限定版「ブルーノートPLAY:1」を2月に発表し、3月に発売された。「第2世代」の「PLAY:5」スピーカーは9月に発表され、10月にクラウドプレイヤーのサポートから3年後となるAmazon Musicのサポートが正式に追加され、同月に「PLAY:5」の予約が開始された。11月のソフトウェアアップデートで調律機能「Trueplay」が公開された。Trueplayは、Sonosスマートスピーカーユニットの出力を、室内の音響に合わせて調整する。調律の初期プロセスでは、適切なAppleスマートフォンやタブレットを使用する必要がある。
2016年2月にApple Musicがストリーミングで利用できるようになり、Sonosも『Music Makes it Home Study』という名の実験作をリリースした。3月にジョン・マクファーレンCEOは同社がローカル再生ではなく音楽配信サービスと音声操作への移行を発表し、一部の従業員をレイオフした。7月に最初のSonosの店舗がニューヨークのソーホーに開店した。9月には同社の製品がApple Storeで入手できるようになると発表された。
2017年1月、マクファーレンは同社のブログでCEOを辞任し、後任には元COOのパトリック・スペンスが就任すると発表した。

## 製品
同社は現在6種類のスピーカーを販売している。その内の3種類はスマートスピーカー(PLAY:1、PLAY:3とPLAY:5)で、他は「サウンドバー(PLAYBAR)」、「サウンドベース(PLAYBASE)」と「サブウーファー(SUB)」である。また無給電のスピーカーを動かす「CONNECT:AMP」やアンプやCDプレイヤーなどの従来の音響機器にSonosシステムを接続する「CONNECT」も販売している。
一つの家庭内の複数のSonosデバイスは、無線か有線イーサネットネットワーク、またはその両方で相互に接続されている。Sonosシステムは、SonosNetとして知られている独自のAES暗号化Peer to Peerメッシュネットワークを作成する。これにより、各ユニットは任意の入力を再生することができ、必要に応じて、複数の場所で音楽を同時再生することが出来る。この機能を使用するとき、または3.1 / 5.1サラウンド設定を作成するときは、LANおよびインターネット音源にアクセスするために単一のZonePlayerまたはZoneBridgeをネットワークに接続する必要がある。SonosNet 2.0は802.11nハードウェアにMIMOを統合しより強固な接続を提供している。Sonosは、ウェイク・オン・ワイヤレス技術を実装していないが、代わりにすべてのSonosプレーヤーまたはブリッジが、スタンバイモードまたはケーブル接続の場合でも、常にワイヤレス接続を維持する必要がある。Sonosデバイスには電源ボタンはなく、同社は各スピーカーがアイドル/スタンバイ状態で4～8Wを消費すると主張している。

## ロゴの推移

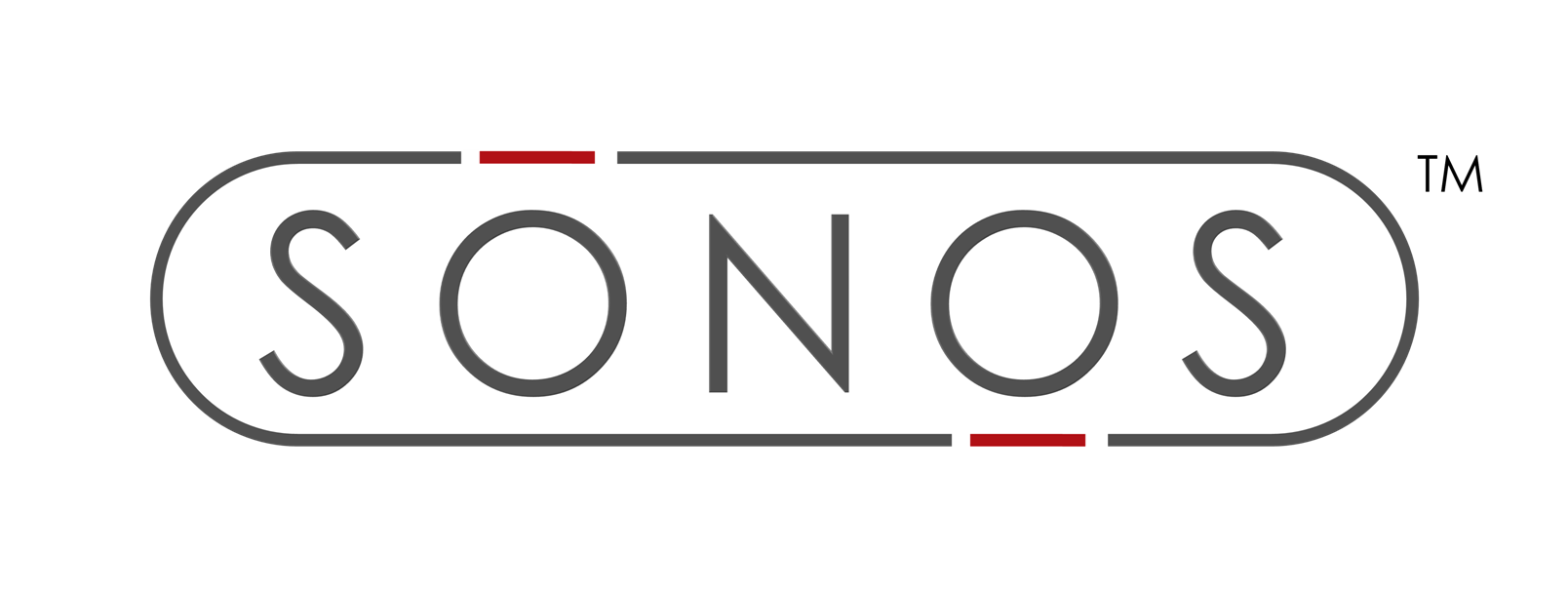
オリジナルのSonosロゴ。2002年から使用され2011年に置き換えられた。
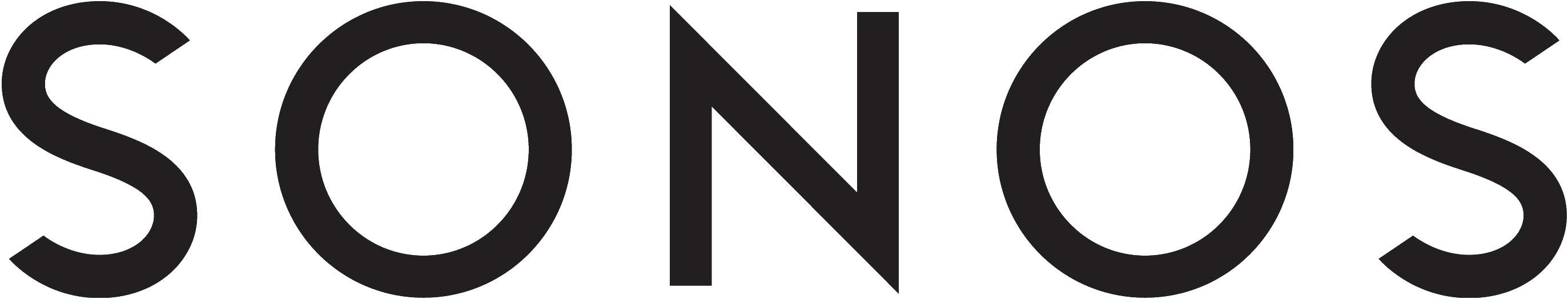
Sonosが2015年まで使用していた第２のロゴ。Bruce Mau Designによってリブランドされた。
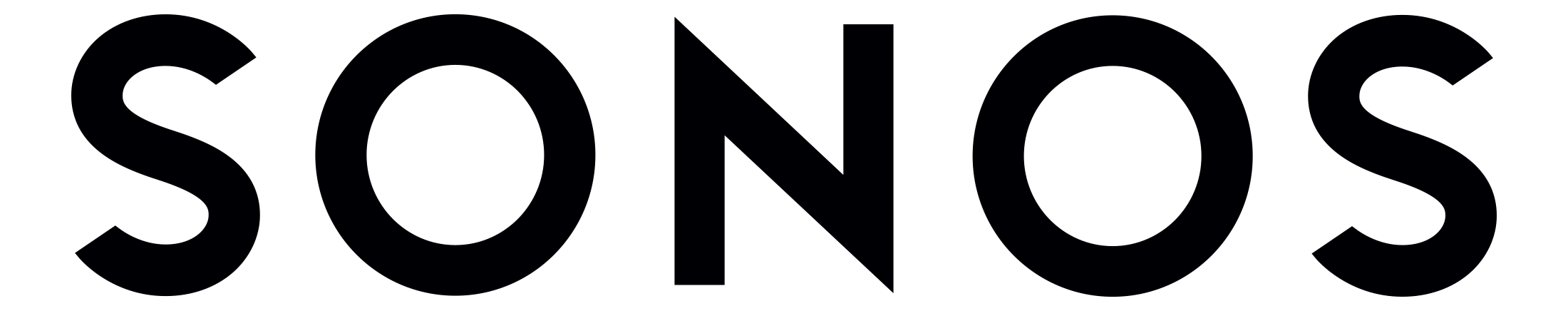
第３のロゴ(2015年～現在)。以前より目立つようになった一方でフォントは同一である。

## ロケーション

### 本社
本社はカリフォルニア州サンタバーバラに存在する。

### ストアとリセラー
同社の製品は主にベスト・バイ、Apple、ターゲットなどの小売業者を通じて再販されているが、Amazon.comやクラッチフィールドなどのネット通販企業もSonosによって製造された製品の流通と再販の役割を担っている。2011年11月のプレスリリースによれば、北米で同社の製品が販売されている小売拠点は6300以上に上る。
2016年7月12日、最初のSonosの公式店舗がニューヨークにオープンした。

### オフィス
現在Sonosによって独立して運営されているオフィスが12ヶ所存在する。